# أناهیتا راتبزاد
أناهيتا راتبزاد (داري / باشتو: آناهيتا راتبزاد، نوفمبر 1931 - 7 سبتمبر 2014) هي سياسية اشتراكية وماركسية أفغانية وعضو في الحزب الديمقراطي الشعبي لأفغانستان والمجلس الثوري بقيادة بابراك كرمال. كانت راتب زاد، وهي من أوائل النساء المنتخبات للبرلمان الأفغاني، نائبة لرئيس الدولة من 1980 إلى 1986. 

## بداية حياتها وتعليمها
ولدت راتبزاد في غولدارا في كابول لأب بشتوني وأم طاجيكية. كان والدها، أحمد راتب باقي زادة، ابن شقيق محمد ترزي وابن عم الملكة ثريا ترزي، رئيس تحرير نسيم السحر، ومدافعًا قويًا عن إصلاحات أماني. أدى ذلك إلى نفيه قسريًا إلى إيران في ظل فترة حكم نادر خان. نشأت راتبزاد وشقيقها بدون والدهم في ظروف سيئة. تزوجت في سن الخامسة عشرة من الدكتور كيرام الدين كاكار، أحد الجراحين الأفغان القلائل المتعلمين في ذلك الوقت. كانت راتبزاد قد درست في مدرسة مالالي الثانوية الناطقة بالفرنسية في كابول. حصلت على شهادة في التمريض من كلية التمريض من جامعة ولاية ميشيغان 1950-1954. وعندما سمحت كلية الطب بجامعة كابول للنساء بالتسجيل في الطب، كانت في الدفعة الأولى للملتحقات بالكلية وتخرجت في عام 1962.
أدى تدخلها السياسي إلى القطيعة بينها وبين زوجها الدكتور كرام الدين كاكار الذي لم يوافق على آرائها وأنشطتها السياسية لأنه كان يعتبر موالياً لزاهر شاه. غادرت راتبزاد منزل الزوجية في عام 1973. على الرغم من أنهما لم يتطلقا رسميًا، إلا أنهما عاشا منفصلين وتجنبا الاتصال. كان لديهم ثلاثة أطفال، ابنة واحدة وولدان. فقط ابنتها اتبعت مسارها السياسي وأصبحت عضوًا في حزب الشعب الديمقراطي لأفغانستان، وظل أبناؤها ينتقدون أنشطتها وقراراتها السياسية.

## الحياة السياسية
كانت راتبزاد واحدة من أوائل الناشطات الأفغانيات الاجتماعيات والسياسيات الصريحات في أواخر الخمسينيات ومعظم الستينيات في أفغانستان. كانت أيضًا جزءًا من أول وفد أفغاني يمثل مملكة أفغانستان على المسرح الدولي في مؤتمر النساء الآسيويات في سيلان عام 1957.
عندما أصبح الحجاب اختياريًا خلال فترة ولاية داود خان كرئيس للوزراء، قادت راتبزاد مجموعة من الممرضات في عام 1957 إلى مستشفى علي أباد في كابول لزيارة المرضى الذكور. كان هذا بمثابة الكشف عن وجوه النساء لغرض العمل في المناطق الحضرية في أفغانستان. ومع ذلك، أدى هذا الحدث وغيره من الأحداث التي تلت ذلك إلى تشويه سمعتها في الدوائر المحافظة في المجتمع الأفغاني.
أسست راتبزاد المنظمة الديمقراطية للمرأة الأفغانية (داو) في عام 1964. ولم تتبع المنظمة أيديولوجية سياسية محددة؛ في عام 2013 كتبت رهنورد زرياب أن «منظمتها كانت منظمة تأسست في أربعينيات القرن الرابع عشر (الستينيات الميلادية) ولم تكن أجنبية ممولة أو مدعومة. أعضاء المنظمة من النساء المثقفات المتطوعات لتعزيز حقوق المرأة والعمل من أجلها بمبادرتهن الخاصة». وبمقارنتها بمنظمات حقوق المرأة الحالية داخل أفغانستان، أضافت «إنهم يفتقرون إلى التوعية وفعالية.»ومع ذلك، بعد ثورة سور في عام 1978، أصبحت المنظمة تحت إشراف الحكومة. خلال فترة استيلاء فصيل خلق على السلطة، ترأسها ديلارام محاك من 1978 إلى 1979. بعد الاستيلاء على السلطة من قبل فصيل بارشام، تم انتخاب راتبزاد كرئيسة لـ داوفي الجمعية العامة لـ داوفي عام 1980.
نظمت راتبزاد مع أعضاء آخرين في داومسيرة احتجاجية في 8 مارس 1965 في كابول بمناسبة أول احتفال باليوم العالمي للمرأة في أفغانستان.
انخرطت في السياسة اليسارية، وكانت إلى جانب خديجة أحراري، ومعصومة عصمتي وردك، ورقية أبو بكر، واحدة من أول أربع نساء تم انتخابهن لعضوية البرلمان الأفغاني في عام 1965، وفازت بمقعد الدائرة الثانية في مدينة كابول. في عام 1965، ساعد راتبزاد في تأسيس حزب الشعب الديمقراطي الأفغاني ليصبح جزءًا من فصيل بارشام. جعلت آرائها السياسية حول حقوق المرأة وأيديولوجيتها السياسية الماركسية شخصية مثيرة للجدل إلى حد كبير، لا سيما بين الأحزاب والقوى السياسية الأخرى. إن ارتباطها الوثيق مع بابراك كرمل، زعيم فصيل بارشام، جعلها تحمل لقب «عشيقة كرمل»، حتى أن بعض المصادر غير الصحيحة اعتبرته زوجها. لم تخوض انتخابات عام 1969، وخسرت مقعدها في البرلمان.
في الأيام التي سبقت ثورة ساور قامت كانقلاب عسكري في 28-29 أبريل 1978، اعتقلت راتبزاد رهن الإقامة الجبرية في شقتها في ماكرويان، بينما تم سجن كرمال غلام داستاقر بنجشيري ونور محمد تراقي وصالح محمد زيري وغيرهم من الحكومة أعضاء بارزون (خالق وبارشام) قد اختفوا. عندما استولى جناح خلق على السلطة وأصبح تراقي رئيسًا، تم تعيينها وزيرة للشؤون الاجتماعية. عملت في المنصب لمدة أربعة أشهر.
كتبت راتب زاد في 28 مايو 1978 افتتاحية كابول نيو تايمز التي أعلنت: «الامتيازات التي يجب أن تتمتع بها المرأة بحق التعليم المتساوي، والأمن الوظيفي، والخدمات الصحية، ووقت الفراغ لتنشئة جيل سليم لبناء مستقبل البلاد.. . أصبح تعليم المرأة وتنويرها الآن موضع اهتمام حكومي وثيق». 
سرعان ما اختلفت فصيلتا خالق وبارشام مرة أخرى وتم تعيين بارشاميين بارزين، بما في ذلك راتبزاد، كسفراء. عملت راتبزاد سفيرا في بلغراد (1978-1980). تم فصلها من منصبها عندما وصل حفيظ الله أمين إلى السلطة، الذي أطلق أيضًا حملة تطهير ضد البارشاميين. بعد الغزو السوفيتي لأفغانستان واستيلاء جناح بارشام على السلطة، تم تعيينها وزيرة للتعليم (1980-1981) وأصبحت عضوًا دائمًا في المكتب السياسي. في هذا المنصب كانت مسؤولة عن الإشراف على العديد من الوزارات، بما في ذلك التعليم العالي والمهني، والمعلومات والثقافة، والصحة العامة.
بعد أن تم استبدال كرمل بمحمد نجيب الله في عام 1986، والذي كان يهدف إلى إبعاد نفسه عن ماضيه اليساري والخطاب الماركسي بناءً على نصيحة سوفياتية،وأُعفيت راتبزاد من مناصبها وانسحبت من المكتب السياسي. تم استبدالها كرئيسة داو من قبل فيروزة وردك.

## هجرتها ووفاتها
بعد عام 1986 بقيت في أفغانستان حتى مايو 1992. أجبرت راتبزاد وبعض أفراد عائلتها على الفرار من المجاهدين في القتال. هربت إلى نيودلهي، الهند حيث بقيت تحت حماية الحكومة الهندية. في عام 1995 غادرت إلى صوفيا، بلغاريا وبعد عام واحد بعد أن طلبت اللجوء السياسي، استقرت في لونينبورغ، ألمانيا. توفيت راتزباد بفشل كلوي عن عمر ناهز 82 عامًا. وأعيد رفاتها إلى أفغانستان ودُفنت في شهداء صعيلين في كابول.